# Norma Torres
Norma Judith Torres (Escuintla, 4 de abril de 1965) é uma política norte-americana. Filiada ao Democrata, é Membro da Câmara dos Representantes dos EUA pelo 35.º distrito congressional da Califórnia.